# Seigneurie de Cossonay
1421–1798
La seigneurie de Cossonay est une ancienne seigneurie située dans l'actuel canton de Vaud. Au XVe siècle, elle devient la châtellenie de Cossonay.

## Histoire
Le château de Cossonay est le siège de la seigneurie. Elle appartient d'abord à la famille de Cossonay.
La seigneurie de Vullierens est d'abord un fief de la seigneurie de Cossonay avant d'en être détachée et placée directement sous l'autorité du bailli de Vaud.
Sous le régime bernois, la châtellenie fait partie du bailliage de Morges.

### Articles
- Paola Crivelli, « Cossonay (châtellenie, district) » dans le Dictionnaire historique de la Suisse en ligne, version du 6 octobre 2015.